# Tommy Bolt
Tommy Bolt (Haworth, 31 maart 1916 - Cherokee Village, Arkansas, 30 augustus 2008) was een Amerikaanse golfprofessional. Hij won in 1958 het US Open.
Bolt begon als caddie en werd clubprofessional op de club in Shreveport, Louisiana. Zijn carrière werd onderbroken door de Tweede Wereldoorlog. In 1946 werd hij professional en lid van de PGA Tour, waar hij in negen jaren vijftien toernooien won.
Bolts gedrag op de baan is aanleiding geweest tot het veranderen van bepaalde regels, want hij had een opvliegend karakten er heeft een paar keer een golfclub gebroken of weggegooid. 
Bolt is in 2002 toegevoegd aan de World Golf Hall of Fame.

## Record
Bolt was in 1954 na Al Brosch, Wally Ulrich, Ted Kroll en Bill Nary de vijfde speler die een ronde van 60 maakte. Dit gebeurde op de Wethersdield Country Club tijdens de tweede ronde van het Insurance City Open, dat hij vervolgens won.

## Gewonnen

### PGA Tour wins (15)
- 1951: North and South Open
- 1952: Los Angeles Open
- 1953: San Diego Open, Tucson Open
- 1954: Miami Beach International Four-Ball (with Dick Mayer), Insurance City Open, Rubber City Open
- 1955: Convair-San Diego Open, Tucson Open, St. Paul Open
- 1957: Eastern Open Invitational
- 1958: Colonial National Invitation, U.S. Open
- 1960: Memphis Open Invitational
- 1961: Pensacola Open Invitational

### Senior Tour
- 1969: PGA Seniors' Championship
- 1980: Liberty Mutual Legends of Golf (met Art Wall)
- 1995: Liberty Mutual Legends of Golf - Demaret Division (met Jack Fleck)

## Teams
- Ryder Cup: 1955, 1957